# Teoria X-bar
Teoria X-bar (X) – część teorii językoznawczej, która ma na celu wyodrębnienie cech składni wspólnych dla języków naturalnych – tych wszystkich, które mieszczą się w ramach założonych w 1956 roku przez Katza, Pastela i Chomskiego ograniczeń (w 1970 roku użyto terminu ang. presuposed framework, por. korpus).
Zgodnie z nią wszystkie te języki cechują podobieństwa strukturalne na poziomie kategorii frazowych. Jedno z tych podobieństw, znane jako X (czytaj X-bar), nie pojawia się w tradycyjnym, m.in. dla naturalnego języka angielskiego (ang. „Phrase-structure rules”) opisie syntaktyki języka za pomocą tzw. reguł przepisywania, czy produkcji. Teorię X-bar zaproponował Noam Chomsky, a rozwinął Ray Jackendoff.
Litera X oznacza dowolną część mowy. Przy analizowaniu konkretnej wypowiedzi przypisuje się jej odpowiednie wartości, np. N dla rzeczownika, V dla czasownika, A dla przymiotnika, P dla przyimka. XP oznacza frazę X, równoważną X-bar-bar. Z powodu trudności typograficznych zamiast X spotyka się zapis X', czytany także X-bar.
Teoria X-bar opiera się na trzech składniowych regułach. Poniżej zapisano je po polsku, jako produkcje gramatyki (reguły przepisywania) i jako drzewa wyprowadzenia.
1. Fraza X składa się z opcjonalnego określnika i X-bar, w dowolnej kolejności: XP → (określnik), X
```
    XP                XP
   /  \      lub     /  \
 spec  X'           X' spec

```

2. Jeden z rodzajów X składa się z X i okolicznika, w dowolnej kolejności: (X → X, okolicznik)
```
   X'                  X'
  / \       lub       / \
 X' adjunct     adjunct  X'

```

Nie wszystkie XP zawierają X z okolicznikami, zatem jest to reguła opcjonalna.
3. Drugi rodzaj X składa się z X i dowolnej liczby dopełnień, w dowolnej kolejności: X → X, (dopełnienie...)
```
   X'                        X'
  / \          lub          / \
 X  complement     complement  X

```